# بول سميث (ملاكم)
بول سميث (بالإنجليزية: Paul Smith) مواليد 6 أكتوبر 1982 في ليفربول، مرزيسايد، إنجلترا، هو ملاكم محترف بريطاني يصنف ضمن فئة الوزن المتوسط حيث انتصر في نزاله الأول. حقق الميدالية الفضية في دورة ألعاب الكومنولث 2002.

## المسيرة الاحترافية
من نزالاته:
- خسر أمام أندريه وارد بالضربة الفنية القاضية (20-06-2015).

## إحصائيات
خاض خلال مسيرته 43 نزالا، فاز في 37 وخسر في 6. فاز بالضربة القاضية في 21 نزالا.

## الميداليات
| الميدالية | المسابقة                  |
| --------- | ------------------------- |
| فضية      | دورة ألعاب الكومنولث 2002 |

## وصلات خارجية
- بول سميث على موقع IMDb (الإنجليزية)
- بول سميث على موقع بوكس ريك (الإنجليزية) (registration required)

- الموقع%20الرسمي